# Vanina Biasi
Vanina Natalia Biasi  (27 de octubre de 1973) es una política argentina. Es una de las principales dirigentes del Partido Obrero. Fue diputada nacional por la Ciudad de Buenos Aires desde junio de 2024 hasta julio de 2025, siguiendo el acuerdo de rotación del Frente de Izquierda y de los Trabajadores - Unidad. En las Elecciones legislativas del 18 de mayo de 2025 fue electa Legisladora de la Ciudad Autónoma de Buenos Aires.

## Trayectoria

### Sindicalismo
Biasi trabaja en la Facultad de Ciencias Sociales desde 1996. Encabezó el Frente de Recuperación Gremial y fue delegada gremial de la Agrupación Bordó de trabajadores No Docentes de la UBA y es referente nacional de la agrupación de mujeres Plenario de Trabajadoras.

### Elecciones de 2023
En las elecciones de la Ciudad Autónoma de Buenos Aires de 2023, tras superar en las PASO a la lista de Jorge Adaro de Izquierda Socialista, Biasi fue la candidata a Jefa de Gobierno por FIT-U, acompañada por Jessica Gentile del MST como candidata a Vicejefa de Gobierno y obtuvo el 4,28% de los votos.

### Elecciones de 2025
En las elecciones legislativas de la Ciudad Autónoma de Buenos Aires de 2025, Biasi encabezó la lista del Frente de Izquierda y de Trabajadores - Unidad, acompañada por Luca Bonfante del PTS, Celeste Fierro del MST, Mercedes Trimarchi de IS, entre otros.
Resultó electa como legisladora tras alcanzar el 3,16% de los votos, renovando una de las bancas que ponía en juego el Frente de Izquierda - Unidad, el cual logró ser una de las únicas cinco listas en conseguir representración durante dicha elección.

## Diputada Nacional
En junio de 2024, tras la renuncia de Myriam Bregman por el acuerdo de rotación de bancas del FIT-U, Biasi asumió el cargo de diputada nacional por la Ciudad de Buenos Aires. Biasi juramentó «Por el movimiento de mujeres y diversidades, por mis hermanos y hermanas piqueteras, que son un orgullo de solidaridad y luchas; por todos los derechos de la clase trabajadora; por terminar con la barbarie capitalista en este mundo; por el fin del genocidio en Palestina; por el gobierno de trabajadores; y por el socialismo». La Organización Sionista Argentina publicó un comunicado de repudio a la fórmula de su juramento.
En febrero de 2025 presentó junto a los diputados del Frente de Izquierda un dictamen para el rechazo a la sanción de la llamada Ley de la Ficha Limpia, una iniciativa legislativa inicialmente del PRO, luego presentado con modificaciones por el jefe del Poder Ejecutivo, Javier Milei, que proponía que las personas condenadas en segunda instancia por delitos penales contra la administración pública no pudieran acceder a cargos electivos. Durante el debate por la aprobación de la misma, Biasi argumentó que era una ley peligrosa porque «el sistema Judicial no es independiente» y que «Quieren una ficha sucia para encubrir la corrupción», en referencia a diversos escándalos de corrupción dentro del congreso, como el del exsenador Edgardo Kueider.
En julio de 2025 renunció a su banca como Diputada Nacional, en favor de la asunción de Mercedes de Mendieta de Izquierda Socialista, quien completará el mandato que finaliza el 9 de diciembre de 2025, siguiendo los acuerdos de rotación de bancas del Frente de Izquierda - Unidad.

## Legisladora Porteña
El 10 de diciembre de 2025 Biasi asumirá como Legisladora de la Ciudad Autónoma de Buenos Aires, tras resultar electa en las elecciones legislativas de dicha ciudad.
Según el acuerdo de rotación de bancas del FIT-U, en algún momento de su mandato renunciará en favor de Luca Bonfante (PTS).

## Declaraciones
Otro aspecto del debate interno de la izquierda es el profundo racismo que transitan los comentarios del partido de Bregman y Del Caño, el cual decidió educar a la militancia en un rumbo absolutamente racista frente al movimiento piquetero de nuestro país. Y le pongo esa etiqueta porque nosotras, desde el movimiento de mujeres, vivimos lo que es instalar la ideología reinante dentro de los agrupamientos de izquierda y combatimos el machismo al interior de nuestras filas. El racismo y la xenofobia también son ideologías que se instalan en nuestras filas y hay que combatirlas. Nosotros tenemos un orgullo de toda la lucha que da este movimiento, de saber que en La Matanza, por ejemplo, al menos el 10% de la población no va a votar al PJ. Hace 20 años que luchamos ahí para arrancar a la gente de las manos de los punteros pejotistas sin poder ver otra realidad que no fuera la que le presentara esa franja política.
Vanina Biasi

## Críticas al Estado de Israel y causa judicial
El 8 de octubre de 2023, un día después del ataque del 7 de octubre a Israel. El 9 de octubre, dos días después del ataque de Hamás a Israel, Biasi, en ese momento candidata a jefa de Gobierno de la Ciudad de Buenos Aires se presentó al debate presidencial con una bandera de Palestina, en muestra de solidaridad con las víctimas de dicho Estado por el Genocidio en Gaza.
El 27 de noviembre de 2023 participó de audiencia pública en la Sala 2 del Anexo C de la Cámara de Diputados de la Nación junto con referentes del mismo frente en donde hizo comentarios críticos del accionar del Estado de Israel.
Biasi puso en tela de juicio la historia del secuestro de Emily Hand, particularmente la de su supuesto asesinato, que más tarde se probó inexacto. fue utilizada como parte de una narrativa sionista. Sus afirmaciones fueron repudiadas por el actor Pablo Novak, la política Laura Alonso y el periodista Nacho Goano. La Cámara de Diputados de la Nación Argentina publicó un comunicado repudiando sus declaraciones Los diputados Cristian Ritondo,  Karina Banfi, Alejandro Finochiaro, Hernán Lombardi, Ana Clara Romero, Gabriela Lena, Mariana Stilman, María Sotolano, Fabio Quetglas, Mariana Zuvic y Sabrina Ajmechet firmaron un  «profundo repudio porque reivindicó el ataque terrorista del grupo Hamás sobre miles de civiles israelíes» contra Biasi y los diputados de su misma bancada. Ese mismo mes fue denunciada ante la Justicia argentina por antisemitismo.
Biasi también fue acusada por Sergio Pikholtz, vicepresidente 2° de DAIA, por  «utilizar los brazos juveniles del Partido Obrero para hostigar alumnos judíos» en la Facultad de Filosofía y Letras de la Universidad de Buenos Aires.
El fiscal Carlos Stornelli presentó una denuncia acusando a Biasi de infringir la Ley de Actos Discriminatorios (Ley 23.592). El Partido Obrero repudió la causa abierta por el fiscal contra Biasi y consideró que se buscaba silenciar las voces críticas del Estado de Israel y su accionar genocida contra el pueblo palestino.
En septiembre de 2024 el fiscal Eduardo Taiano pidió la indagatoria de Biasi por «promover el odio contra la comunidad judía» afirmando que sus manifestaciones «constituyeron actos discriminatorios antisemitas, de acuerdo a la definición adoptada por la Alianza Internacional para el recuerdo del Holocausto, los estándares internacionales aplicables en la materia y los términos de la ley nacional 23.592». El 29 de noviembre de 2024 el fiscal federal Stornelli la denunció ante la Cámara de Apelaciones. Biasi quedó imputada. Biasi contestó «No me van a amedrentar. Voy a aprovechar para extender aún más la denuncia contra el Estado de Israel y su política sionista criminal, supremacista y guerrerista». También aseguró que  «No es una cuestión religiosa; están con Palestina. El sionismo, al igual que el nazismo en su momento, es el cáncer de la humanidad» y «El sionismo es genocidio. El sionismo es apartheid. El sionismo construye una narrativa mentirosa en la que el ocupante es víctima y el ocupado es el victimario.»
En octubre de 2024, durante una sesión parlamentaria en la Cámara de Diputados, Biasi tuvo un cruce verbal con la diputada Sabrina Ajmechet, a la que llamó «genocida».
En octubre de 2024, durante una entrevista en el canal Laca Stream, Biasi cuestionó las denuncias sobre asesinatos de bebés y violencia sexual y de género en Israel durante la operación Inundación de Al-Aqsa, argumentando que no existen pruebas verificables, y que algunas de estas afirmaciones han sido desmentidas por medios internacionales, incluyendo un informe de The Guardian. En enero de 2025, el exjefe de la división de casos de seguridad de la fiscalía del Distrito Sur de Israel dijo que no había ningún caso penal relacionado con violaciones supuestamente cometidas por miembros de Hamás debido a la falta de pruebas y de denunciantes.
En abril de 2025, el juez Rafecas procesó a Biasi por violación de la Ley antidiscriminatoria, a raíz de unos posteos realizados por la diputada en su cuenta de X en 2023, donde calificó de "genocida" al Estado de Israel por su participación en el Genocidio en Gaza, comparandolo con el Holocausto perpetrado por el régimen nazi, entre otros comentarios.

## Historial electoral
|  | 0,90 % |

|  | 0,66 % |

|  | 0,69 % |

|  | 5,59 % |

|  | 4,68 % |

|  | 5,79 % |

|  | 6,13 % |

|  | 7,74 % |

|  | 4,28 % |

|  | 3,16 % |